# Уоррен, Ти Джей
Энтони «Ти Джей» Уоррен (англ. Anthony "T. J." Warren;род. 5 сентября 1993, Дарем, Северная Каролина) — американский профессиональный баскетболист, выступающий за клуб Джи-Лиги НБА «Уэстчестер Никс».

## Профессиональная карьера

### Финикс Санз (2014—2019)
26 июня 2014 года Уоррен был выбран 14-м на драфте НБА 2014 года командой «Финикс Санз». 12 июля он впервые сыграл за «Финикс» в матче Летней лиге НБА, набрав 22 очка в матче против «Голден Стэйт Уорриорз». По итогам турнира он попал во 2-ю сборную лучших игроков Летней лиги. 8 августа 2014 года он подписал контракт с «Финикс Санз». 9 ноября 2016 года он дебютировал в НБА в матче против «Голден Стэйт», проведя на площадке чуть больше минуты. По ходу дебютного сезона он также выступал за клуб Д-Лиги «Бейкерсфилд Джэм».
11 марта 2015 года Уоррен провел лучшую игру в сезоне, набрав 17 очков и 5 подборов в победном матче с «Миннесотой Тимбервулвз» обыграв со счётом 106-97. 29 марта он набрал рекордные 18 очков за сезон в игре против «Оклахома-Сити Тандер». В июле 2015 года Уоррен снова присоединился к «Санз» для участия в Летней лиге НБА 2015 года. 12 ноября 2015 года он набрал рекордные для своей карьеры 18 очков в победном матче, обыграв «Лос-Анджелес Клипперс» со счетом 118—104 . Четыре дня спустя Уоррен превзошел эту отметку, набрав 19 очков игре против «Лос-Анджелес Лейкерс», одержав победу со счетом 120—101. 27 ноября он набрал рекордные на тот момент 28 очков, проиграв «Голден Стэйт Уорриорз». Двумя днями позже он сделал свой первый в карьере дабл-дабл с 15 очками и 11 подборами, одержав победу над «Торонто Рэпторс» со счетом 107—102. 31 декабря он набрал рекордные 29 очков, проиграв «Оклахоме-Сити Тандер». 2 февраля 2016 года Уоррен выбыл из игры до конца сезона из-за перелома правой ноги.
В сентябре 2016 года Уоррен вернулся на площадку впервые за девять месяцев. 28 октября 2016 года Уоррен набрал максимальные за карьеру 30 очков в матче с «Оклахома-Сити Тандер». 2 ноября он провел свой третий 20-очковый матч в сезоне, набрав 27 очков, обыграв «Портленд Трэйл Блэйзерс». Двумя днями позже Уоррен набрал 18 очков и 6 подборов и сделал решающий данк за 7,1 секунды до конца овертайма, что привело «Санз» к победе над «Нью-Орлеан Пеликанс» со счетом 112—111. 23 ноября он выбыл из игрового процесса на неопределенный срок из-за легкой травмы головы. Он вернулся в строй 17 декабря, в матче против «Оклахома-Сити Тандер» после пропуска 13 игр. 31 декабря он вернулся в стартовый состав в матче против «Юта Джаз», а 2 января возглавил «Санз», набрав 24 очков, но проиграв «Лос-Анджелес Клипперс» со счетом 109-98. 9 марта он набрал 17 очков и сделал максимальные в карьере 13 подборов, проиграв «Лос-Анджелес Лейкерс» со счетом 122—110. 7 апреля он установил новый карьерный максимум, набрав 16 подборов в дополнение к 23 очкам, обыграв «Оклахома-Сити Тандер» со счетом 120-99.
26 сентября 2017 года Уоррен подписал с «Санз» продление контракта на четыре года на 50 миллионов долларов. 11 ноября 2017 года он набрал 35 очков, обыграв «Миннесота Тимбервулвз» со счетом 118—110. 17 ноября 2018 года Уоррен набрал 23 очка, обыграв «Оклахома-Сити Тандер» со счетом 110—100. 13 декабря он набрал 30 очков в матче с «Даллас Маверикс».

### Индиана Пэйсерс (2019—2022)
20 июня 2019 года Уоррен и 32-й выбор на драфте НБА 2019 года были обменяны в клуб «Индиана Пэйсерс». Затем выбор на драфте был обменян в «Майами Хит» на три выбора второго раунда драфта. «Пэйсерс» дополнительно отправили денежную компенсацию в «Финикс Санз». Обмен был завершен 6 июля 2019 года. 12 февраля 2020 года Уоррен набрал 35 очков с 16 из 19 точных бросков, семь подборов и четыре перехвата в победе над «Милуоки Бакс». В том сезоне он был одним из трех игроков команды «Пэйсерс», которые использовали «Ти Джей» в качестве псевдонима, наряду с партнерами по команде Ти Джей Макконнеллом и Ти Джей Лифом.
1 августа, в «Пузыре» НБА 2020 года, Уоррен набрал максимальные в карьере 53 очка при 20 из 29 точных бросков (включая 9 из 12 трехочковых попаданий) в победе над «Филадельфией Севенти Сиксерс». Он также стал первым игроком, набравшим 50+ очков после возобновления сезона НБА из-за перерыва, вызванного пандемией COVID-19. Этот результат стал третьим по количеству очков, набранных одним игроком в одной игре за всю историю франшизы, после 57 очков Реджи Миллера в 1992 году и 55 очков Джермейна О'Нила в 2005 году.
15 августа 2020 года Уоррен был включен в первую команду «Пузыря» НБА, набирая в среднем 31 очко в 8 играх.
31 декабря 2020 года клуб «Индиана Пэйсерс» объявил, что Уоррену предстоит операция по устранению небольшого стрессового перелома левой ладьевидной кости. Уоррен перенес операцию по устранению стрессового перелома, как и планировалось, 4 января 2021 года.
17 марта 2022 года Уоррен был исключен из состава команды до конца сезона 2021/22. Он не сыграл ни одной игры в течение сезона.

### Бруклин Нетс (2022—2023)
7 июля 2022 года Уоррен подписал контракт с «Бруклин Нетс». 2 декабря Уоррен дебютировал в составе «Нетс», набрав 10 очков, четыре подбора и один перехват в победе над «Торонто Рэпторс».

### Возвращение в Финикс (2023)
9 февраля 2023 года Уоррен был обменян вместе с Кевином Дюрантом в «Финикс Санз» на Микала Бриджеса, Кэмерона Джонсона, Джея Краудера, четыре будущих выбора первого раунда драфта и право на обмен выбора первого раунда на драфте.

### Миннесота Тимбервулвз (2024)
Уоррен подписал последовательные 10-дневные контракты с «Миннесотой Тимбервулвз» 6 марта и 16 марта 2024 года соответственно. После истечения второго 10-дневного контракта 27 марта Уоррен подписал контракт до конца сезона .

### Уэстчестер Никс (2024—настоящее время)
3 октября 2024 года Уоррен подписал контракт с «Нью-Йорк Никс». 19 октября 2024 года Уоррен был отчислен. 28 октября он присоединился к команде «Уэстчестер Никс».

## Статистика

### Статистика в НБА
| Сезон                                                                                    | Команда   | Регулярный сезон | Регулярный сезон | Регулярный сезон | Регулярный сезон | Регулярный сезон | Регулярный сезон | Регулярный сезон | Регулярный сезон | Регулярный сезон | Регулярный сезон | Регулярный сезон | Серия плей-офф | Серия плей-офф | Серия плей-офф | Серия плей-офф | Серия плей-офф | Серия плей-офф | Серия плей-офф | Серия плей-офф | Серия плей-офф | Серия плей-офф | Серия плей-офф |
| Сезон                                                                                    | Команда   | GP               | GS               | MPG              | FG%              | 3P%              | FT%              | RPG              | APG              | SPG              | BPG              | PPG              | GP             | GS             | MPG            | FG%            | 3P%            | FT%            | RPG            | APG            | SPG            | BPG            | PPG            |
| ---------------------------------------------------------------------------------------- | --------- | ---------------- | ---------------- | ---------------- | ---------------- | ---------------- | ---------------- | ---------------- | ---------------- | ---------------- | ---------------- | ---------------- | -------------- | -------------- | -------------- | -------------- | -------------- | -------------- | -------------- | -------------- | -------------- | -------------- | -------------- |
| 2014/15                                                                                  | Финикс    | 40               | 1                | 15,4             | 52,8             | 23,8             | 73,7             | 2,1              | 0,6              | 0,5              | 0,2              | 6,1              | Не участвовал  | Не участвовал  | Не участвовал  | Не участвовал  | Не участвовал  | Не участвовал  | Не участвовал  | Не участвовал  | Не участвовал  | Не участвовал  | Не участвовал  |
| 2015/16                                                                                  | Финикс    | 47               | 4                | 22,8             | 50,1             | 40,0             | 70,3             | 3,1              | 0,9              | 0,8              | 0,3              | 11,0             | Не участвовал  | Не участвовал  | Не участвовал  | Не участвовал  | Не участвовал  | Не участвовал  | Не участвовал  | Не участвовал  | Не участвовал  | Не участвовал  | Не участвовал  |
| 2016/17                                                                                  | Финикс    | 66               | 59               | 31,0             | 49,5             | 26,5             | 77,3             | 5,1              | 1,1              | 1,2              | 0,6              | 14,4             | Не участвовал  | Не участвовал  | Не участвовал  | Не участвовал  | Не участвовал  | Не участвовал  | Не участвовал  | Не участвовал  | Не участвовал  | Не участвовал  | Не участвовал  |
| 2017/18                                                                                  | Финикс    | 65               | 65               | 33,0             | 49,8             | 22,2             | 75,7             | 5,1              | 1,3              | 1,0              | 0,6              | 19,6             | Не участвовал  | Не участвовал  | Не участвовал  | Не участвовал  | Не участвовал  | Не участвовал  | Не участвовал  | Не участвовал  | Не участвовал  | Не участвовал  | Не участвовал  |
| 2018/19                                                                                  | Финикс    | 43               | 36               | 31,6             | 48,6             | 42,8             | 81,5             | 4,0              | 1,5              | 1,2              | 0,7              | 18,0             | Не участвовал  | Не участвовал  | Не участвовал  | Не участвовал  | Не участвовал  | Не участвовал  | Не участвовал  | Не участвовал  | Не участвовал  | Не участвовал  | Не участвовал  |
| 2019/20                                                                                  | Индиана   | 67               | 67               | 32,9             | 53,6             | 40,3             | 81,9             | 4,2              | 1,5              | 1,2              | 0,5              | 19,8             | 4              | 4              | 39,1           | 47,1           | 36,8           | 100,0          | 6,3            | 3,0            | 2,3            | 0,3            | 20,0           |
| 2020/21                                                                                  | Индиана   | 4                | 4                | 29,4             | 52,9             | 0,0              | 80,0             | 3,5              | 1,3              | 0,5              | 0,0              | 15,5             | Не участвовал  | Не участвовал  | Не участвовал  | Не участвовал  | Не участвовал  | Не участвовал  | Не участвовал  | Не участвовал  | Не участвовал  | Не участвовал  | Не участвовал  |
| 2022/23                                                                                  | Бруклин   | 26               | 0                | 18,9             | 51,0             | 33,3             | 81,8             | 2,8              | 1,1              | 0,6              | 0,3              | 9,5              | Не участвовал  | Не участвовал  | Не участвовал  | Не участвовал  | Не участвовал  | Не участвовал  | Не участвовал  | Не участвовал  | Не участвовал  | Не участвовал  | Не участвовал  |
| 2022/23                                                                                  | Финикс    | 16               | 0                | 12,3             | 42,9             | 31,6             | 50,0             | 3,1              | 0,7              | 0,4              | 0,3              | 4,2              | 6              | 0              | 13,4           | 31,6           | 14,3           | 75,0           | 1,2            | 0,5            | 0,2            | 0,5            | 2,7            |
| 2023/24                                                                                  | Миннесота | 11               | 0                | 11,3             | 43,9             | 15,4             | 75,0             | 2,0              | 0,8              | 0,4              | 0,1              | 3,7              | 3              | 0              | 3,8            | 0,0            | 0,0            | -              | 1,0            | 0,3            | 0,0            | 0,0            | 0,0            |
|                                                                                          | Всего     | 385              | 236              | 26,9             | 50,5             | 35,1             | 78,0             | 3,9              | 1,2              | 0,9              | 0,5              | 14,3             | 13             | 4              | 19,1           | 42,7           | 29,6           | 92,3           | 2,7            | 1,2            | 0,8            | 0,3            | 7,4            |
| Наведите курсор мыши на аббревиатуры в заголовке таблицы, чтобы прочесть их расшифровку. |           |                  |                  |                  |                  |                  |                  |                  |                  |                  |                  |                  |                |                |                |                |                |                |                |                |                |                |                |

### Статистика в Джи-Лиге
| Сезон                                                                                    | Команда          | Регулярный сезон | Регулярный сезон | Регулярный сезон | Регулярный сезон | Регулярный сезон | Регулярный сезон | Регулярный сезон | Регулярный сезон | Регулярный сезон | Регулярный сезон | Регулярный сезон | Серия плей-офф | Серия плей-офф | Серия плей-офф | Серия плей-офф | Серия плей-офф | Серия плей-офф | Серия плей-офф | Серия плей-офф | Серия плей-офф | Серия плей-офф | Серия плей-офф |
| Сезон                                                                                    | Команда          | GP               | GS               | MPG              | FG%              | 3P%              | FT%              | RPG              | APG              | SPG              | BPG              | PPG              | GP             | GS             | MPG            | FG%            | 3P%            | FT%            | RPG            | APG            | SPG            | BPG            | PPG            |
| ---------------------------------------------------------------------------------------- | ---------------- | ---------------- | ---------------- | ---------------- | ---------------- | ---------------- | ---------------- | ---------------- | ---------------- | ---------------- | ---------------- | ---------------- | -------------- | -------------- | -------------- | -------------- | -------------- | -------------- | -------------- | -------------- | -------------- | -------------- | -------------- |
| 2014/15                                                                                  | Бейкерсфилд Джэм | 9                | 9                | 35,5             | 54,4             | 28,6             | 72,9             | 7,0              | 1,6              | 1,6              | 0,6              | 26,8             | Не участвовал  | Не участвовал  | Не участвовал  | Не участвовал  | Не участвовал  | Не участвовал  | Не участвовал  | Не участвовал  | Не участвовал  | Не участвовал  | Не участвовал  |
|                                                                                          | Всего            | 9                | 9                | 35,5             | 54,4             | 28,6             | 72,9             | 7,0              | 1,6              | 1,6              | 0,6              | 26,8             | Не участвовал  | Не участвовал  | Не участвовал  | Не участвовал  | Не участвовал  | Не участвовал  | Не участвовал  | Не участвовал  | Не участвовал  | Не участвовал  | Не участвовал  |
| Наведите курсор мыши на аббревиатуры в заголовке таблицы, чтобы прочесть их расшифровку. |                  |                  |                  |                  |                  |                  |                  |                  |                  |                  |                  |                  |                |                |                |                |                |                |                |                |                |                |                |

### Статистика в NCAA
| Сезон | Команда                 | Conf  | Class | GP | GS | MPG  | FG%  | 3P%  | FT%  | RPG | APG | SPG | BPG | PPG  |
| --- | ----------------------- | ----- | ----- | -- | -- | ---- | ---- | ---- | ---- | --- | --- | --- | --- | ---- |
| 2012/13 | Северная Каролина Стэйт | ACC   | FR    | 35 | 14 | 27,0 | 62,2 | 51,9 | 54,2 | 4,2 | 0,8 | 1,2 | 0,4 | 12,1 |
| 2013/14 | Северная Каролина Стэйт | ACC   | SO    | 35 | 35 | 35,4 | 52,5 | 26,7 | 69,0 | 7,1 | 1,1 | 1,8 | 0,6 | 24,9 |
| Всего | Всего                   | Всего | Всего | 70 | 49 | 31,2 | 55,5 | 31,5 | 65,4 | 5,7 | 1,0 | 1,5 | 0,5 | 18,5 |
| Наведите курсор мыши на аббревиатуры в заголовке таблицы, чтобы прочесть их расшифровку Статистика приведена с сайта sports-reference.com |                         |       |       |    |    |      |      |      |      |     |     |     |     |      |